# Kelloggina
Genre
Kelloggina est un genre d'insectes diptères nématocères de la famille des Blephariceridae.

## Systématique
Le genre Kelloggina a été créé en 1907 par le paléontologue et entomologiste américain Samuel Wendell Williston (1851-1918).
Ce genre a tout d'abord été créé sous le nom Snowia mais celui-ci était déjà occupé pour des papillons. Il a été ensuite baptisé Sackeniella, nom également occupé, avant de prendre le nom 
définitif de Kelloggina.

## Liste d'espèces
Selon BioLib (30 octobre 2022) :
- Kelloggina bocinae Lutz, 1920
- Kelloggina brevicornia Edwards, 1929
- Kelloggina brevivectis Lutz, 1920
- Kelloggina cataguasi Lane & Andretta, 1956
- Kelloggina cherentesi Lane & Andretta, 1956
- Kelloggina chilena Alexander, 1953
- Kelloggina disticha Lutz, 1920
- Kelloggina edwardsi Lane & Andretta, 1956
- Kelloggina fascibranchia Lutz, 1920
- Kelloggina garciana Lutz, 1920
- Kelloggina gomezi Lane & Andretta, 1956
- Kelloggina granulipupa Lutz, 1920
- Kelloggina guaianasi Lane & Andretta, 1956
- Kelloggina guarani Lane & Andretta, 1956
- Kelloggina hirtipupa Lutz, 1920
- Kelloggina horrens Lutz, 1920
- Kelloggina incerta Lutz, 1920
- Kelloggina laemmerti Lane & Andretta, 1956
- Kelloggina lorenzi Lutz, 1920
- Kelloggina mochlura Lutz, 1920
- Kelloggina muelleri Lutz, 1920
- Kelloggina pluripunctata Lutz, 1920
- Kelloggina rabelloi Lane & Andretta, 1956
- Kelloggina rufescens Williston, 1893
- Kelloggina shannoni Lane & Andretta, 1956
- Kelloggina spinivectis Lutz, 1920
- Kelloggina tamoioi Lane & Andretta, 1956
- Kelloggina tapuiasi Lane & Andretta, 1956
- Kelloggina tetragonura Lutz, 1920
- Kelloggina tetrasticha Lutz, 1920
- Kelloggina timbira Lane & Andretta, 1956
- Kelloggina torrentium Muller, 1881
- Kelloggina travassosi Lane & Andretta, 1956
- Kelloggina willistoni Lane & Andretta, 1956

## Étymologie
Le nom générique, Kelloggina, a été donné en l'honneur de l'entomologiste américain Vernon Myman Lyman Kellogg (1867-1937).

## Publication originale
- (en) S. W. Williston, « Dipterological Notes », Journal of the New York Entomological Society, Lawrence, vol. 15, no 1,‎ 1907, p. 1-2 (ISSN 0028-7199 et 1937-2361, OCLC 1334066, JSTOR 25003231, lire en ligne).